# Kontrolleret sprængning
En kontrolleret sprængning er en metode der benyttes til at destruere materielle genstande på, der ellers ikke lader sig flytte hurtigt uden fare for sine omgivelser. Det kan foregå ved enten en kontrolleret eksplosion, der benyttes når et muligt sprængfarligt emne skal detoneres eller deaktiveres. Det kan også foregå ved en kontrolleret implosion, der benyttes når en bygning eller en konstruktion skal nedrives.
I mange lande benyttes kontrollerede sprængninger som oftest til at bortskaffe vildfarne bomber og nedgravne miner fra forskellige krige.